# Merzkirchen
Merzkirchen település Németországban, Rajna-vidék-Pfalz tartományban. Lakosainak száma 826 fő (2023. december 31.).

## Népesség
A település népességének változása:
| Lakosok száma | 667  | 798  | 824  | 827  | 842  | 826  |
|               | 1975 | 2017 | 2019 | 2021 | 2022 | 2023 |